# Vân Mộng
Vân Mộng (tiếng Trung: 云梦县; bính âm: Yúnmèng Xiàn) là một huyện thuộc địa cấp thị Hiếu Cảm, tỉnh Hồ Bắc, Trung Quốc.

### Trấn
| - Thành Quan (城关镇) - Nghĩa Đường (义堂镇) - Tằng Điếm (曾店镇) - Ngô Phố (吴铺镇) - Ngũ Lạc (伍洛镇) | - Hạ Tân Điếm (下辛店镇) - Đạo Kiều (道桥镇) - Cách Bồ Đàm (隔蒲潭镇) - Hồ Kim Điếm (胡金店镇) |

### Hương
- Đảo Điếm (倒店乡)
- Sa Hà (沙河乡)
- Thanh Minh Hà (清明河乡)